# Air Tungaru

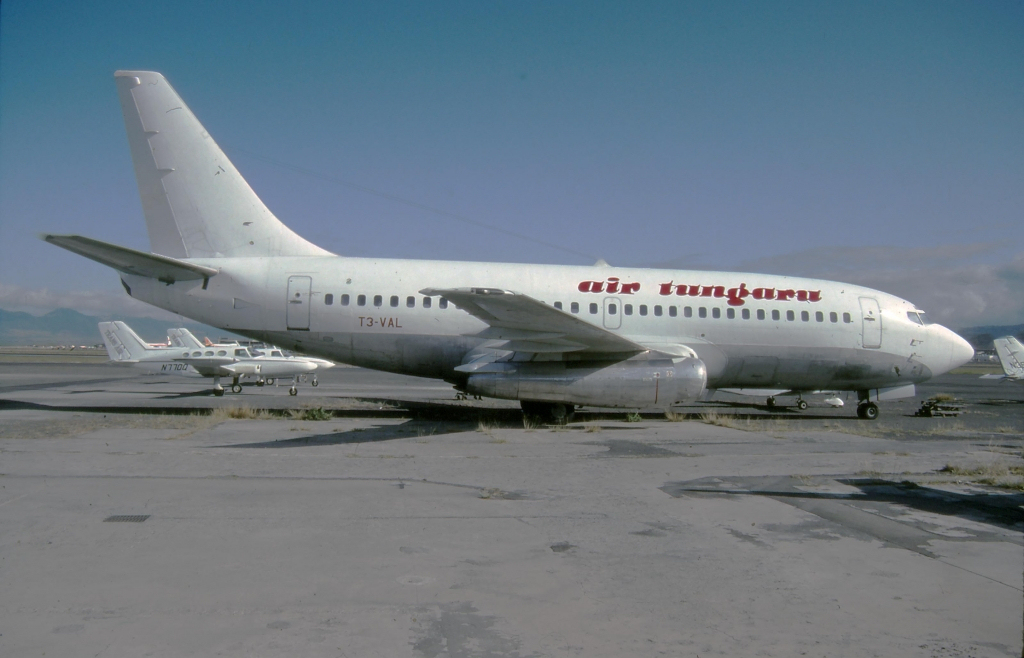
Boeing 737-200 авиакомпании Air Tungaru

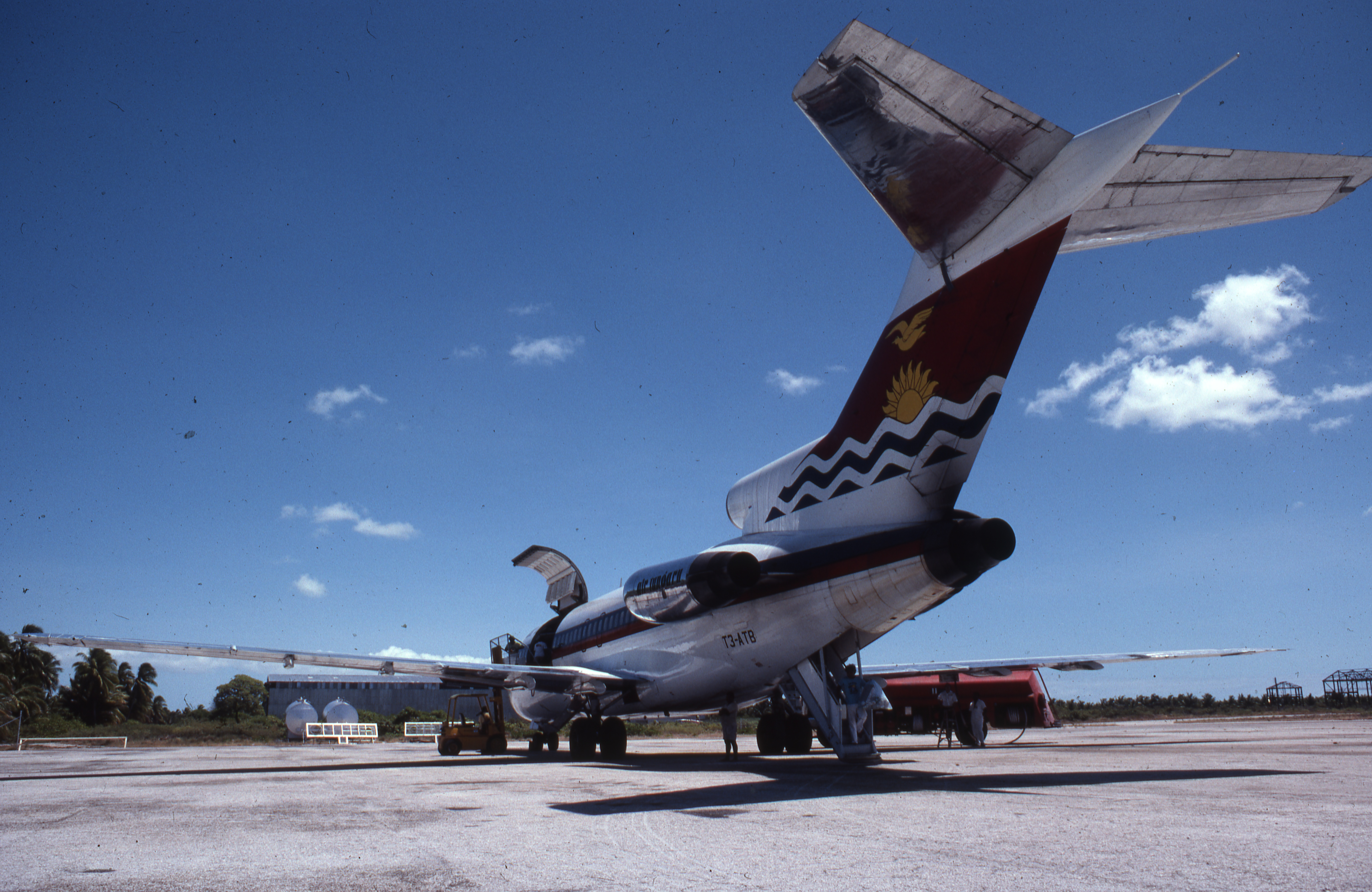
Boeing 727 авиакомпании Air Tungaru

Air Tungaru — бывшая национальная авиакомпания Кирибати, первая авиакомпания Кирибати. Выполняла внутренние и международные рейсы. Была основана в 1977 году и прекратила деятельность в 1996.

## История
Air Tungaru была основана 31 октября 1977 года в качестве будущей государственной авиакомпании Кирибати. Название авиакомпании произошло от слова на языке кирибати, обозначающего острова Гилберта. Весной 1978 года компания взяла в лизинг Britten-Norman Trislander (с регистрационным номером DQ-FCC) у базирующейся на Фиджи компании Air Pacific, которая до этого отвечала за региональные воздушные перевозки между островами Гилберта. В следующем году был также приобретён Britten-Norman BN-2 Islander. Таким образом, к 1980 году в Air Tungaru имела флот из 2 самолётов и штаб сотрудников из 60 человек. Рейсы выполнялись из аэропорта Бонрики в семь пунктов назначения на островах Гилберта. 
В том же году авиакомпания объявила о планах начать международные регулярные рейсы. С этой целью в мае 1981 года у австралийской авиакомпании Kendell Airlines был приобретён самолёт De Havilland DH.114 Heron, на котором Air Tungaru в июне 1981 года Air Tungaru начала регулярные рейсы между Бонрики и Нанди (Фиджи). Примерно в это же время, авиакомпания взяла в лизинг Boeing 727-100 у американской компании Evergreen International Airlines, который использовался для еженедельных рейсов из Бонрики в Гонолулу через Киримати. Кроме того, Air Tungaru изначально эксплуатировала эту машину совместно с французской UTA на еженедельных рейсах из Гонолулу через Киримати на Таити (Французская Полинезия). Компания прекратила убыточные регулярные рейсы на Гавайи в марте 1984 года и вернула Boeing 727 лизингодателю. В том же году сообщение с Нанди было прекращено, а De Havilland Heron, летавший по этому маршруту, был продан в декабре 1984 года. Весной 1985 года флот состоял из двух Britten-Norman Trislander и CASA C-212, которые Air Tungaru получила новыми 20 марта 1982 года. 
В феврале 1986 года Кирибати заключила контракт с американской авиакомпанией Aloha Airlines на еженедельные рейсы между Гонолулу и Киримати, которые субсидировались в размере 500 000 долларов в год. Весной 1991 года Air Tungaru получила правительственный заказ на возобновление полётов по этому маршруту. В марте 1991 года она арендовала Boeing 737-200 у американской Valtec Airlines, которая в мае 1991 года открыла собственные рейсы из Бонрики через Киримати в Гонолулу и первоначально выполняла полёты на самолёте. Вскоре после этого Air Tungaru решила самостоятельно эксплуатировать взятый в лизинг Boeing 737, 13 июля 1992 года самолёту был присвоен регистрационный номер T3-VAL. Выполнение международных рейсов требовало больших затрат, в результате чего, всего после трёх рейсов в Гонолулу Air Tungaru прекратила международные полёты в июле 1991 года, а арендованный Boeing оставался на стоянке в аэропорту Гонолулу до 1992 года, когда истёк срок лизинга. Компания продолжила использовать свои Britten-Norman Trislander и CASA 212 для внутренних перевозок. 
В начале 1990-х предпринимались попытки приватизировать убыточную авиакомпанию, но инвесторов найти не удалось. Два самолёта Britten-Norman Trislander авиакомпании Air Tungaru стали не пригодны для полётов в середине 1990-х годов, поэтому были взяты в лизинг на год два Britten-Norman BN-2 Islander в качестве замены устаревшим самолётам в июне и сентябре 1994 года соответственно. Правительство Кирибати решило ликвидировать компанию с большими убытками и заменить её новой государственной авиакомпанией. Преемник Air Kiribati был основан 1 апреля 1995 года, однако Air Tungaru продолжала выполнять внутренние регулярные рейсы на своих CASA 212 и Britten-Norman Trislander. В июле 1996 года авиакомпания полностью прекратила полёты, самолёты были переданы Air Kiribati.

## Флот
За свою историю компания использовала в общей сложности девять самолётов следующих типов:
| Тип                          | Год ввода | Год вывода |
| ---------------------------- | --------- | ---------- |
| Boeing 727-100C              | 1981      | 1984       |
| Boeing 737-200               | 1991      | 1991       |
| Britten-Norman BN-2 Islander | 1979      | 1995       |
| BN-2A Mk III Trislander      | 1978      | 1996       |
| CASA C-212                   | 1982      | 1996       |
| De Havilland DH.114 Heron    | 1981      | 1984       |